# Copiocera haemotonota
Copiocera haemotonota är en insektsart som först beskrevs av Hermann Burmeister 1838.  Copiocera haemotonota ingår i släktet Copiocera och familjen gräshoppor. Inga underarter finns listade i Catalogue of Life.